# Kościół św. Barbary w Buczu
Kościół świętej Barbary w Buczu – rzymskokatolicki kościół parafialny należący do parafii pod tym samym wezwaniem (dekanat śmigielski archidiecezji poznańskiej).
Jest to świątynia wzniesiona w 1782 roku. Powstała dzięki staraniom Ludwika Hersztpolskiego podsęka ziemskiego wschowskiego. Budowla była remontowana na początku XX wieku i w latach 1998–99. Świątynia była następnie konserwowana w latach 1958 i 1969. Ponownie kościół został wyremontowany w 2015 roku.
Budowla jest drewniana, jednonawowa, posiada konstrukcję słupowo–ramową. Kościół jest orientowany, wzniesiony został na planie krzyża łacińskiego na ceglanej podmurówce. Kaplice boczne tworzą coś w rodzaju transeptu o kalenicach równych nawie głównej, zamknięte ścianą prostą. Prezbiterium jest mniejsze w stosunku do nawy, zamknięte jest trójbocznie, przylega do niego zakrystia umieszczona na osi. Świątynia charakteryzuje się małą wieżą konstrukcji słupowej, czworokątną, umieszczoną z przodu i osadzoną na nawie. Jest ona zwieńczona baniastym blaszanym dachem hełmowym z latarnią i chorągiewką. Kościół jest nakryty dachem jednokalenicowym, pokrytym gontem, na dachu jest umieszczona nietypowo wieżyczka na sygnaturkę, ponieważ znajduje się nad prezbiterium. Zwieńcza ją czterospadowy daszek. We wnętrzu ściany są otynkowane i ozdobione polichromią, wykonaną w 1966 roku. Wnętrze nakryte jest stropem belkowym z układem kasetonowym. Chór muzyczny jest podparty dwoma słupami i w części środkowej charakteryzuje się wybrzuszonym parapetem. Ołtarz główny w stylu barokowym powstał w połowie XVII wieku. Dwa ołtarze boczne w stylu późnobarokowym zostały wykonane pod koniec XVIII wieku. Ambona z fragmentami pochodzi z XVIII wieku. Chrzcielnica w stylu rokokowym jest datowana na 2 połowę XVIII wieku.